# Drosophila deltaneuron
Drosophila deltaneuron är en tvåvingeart som beskrevs av William Alanson Bryan 1938. Drosophila deltaneuron ingår i släktet Drosophila och familjen daggflugor.
Artens utbredningsområde är Hawaii.